# 棚倉藩
棚倉藩（日语：／ Tanagura han */?）是位於日本磐城国（陸奧國）的一個藩。藩廳位於棚倉城（福島縣東白川郡棚倉町）。

## 歷史
1590年石川昭光設置山城，當時是佐竹氏的配下。1600年佐竹氏被移封至出羽國，成為了天領。1603年立花宗茂以1萬石恢復大名身份，後來加封2萬5千石及3萬5千石。1620年更返回舊領柳川。
1622年丹羽長重由常陸古渡藩入主棚倉。1625年開始建造棚倉城，建造城下町，為藩政打好基礎。1627年長重加封並移封至白河藩。然後由內藤信照入主，內藤氏第三任藩主弌信移封至駿河國田中藩，取而代之是太田資晴。1728年資晴轉封至館林藩，由小笠原長恭以6萬石身份代替。1817年小笠原長昌移封至唐津藩，由井上正甫代替，不久由兒子正春時期取代。之後由松平康爵繼任藩主一職，原先的身份是石見國濱田藩6萬石藩主，在康英時代，加封2萬石。
1866年阿部正靜以10萬石身份入主，他加入了奧羽越列藩同盟，與反幕府勢力對抗。1868年棚倉城被攻佔，減封至4萬石。1871年廢藩置縣而廢藩。

## 歷代藩主

### 立花家
1万石→2万5,500石→3万5,000石。外様。
1. 立花宗茂

### 丹羽家
外様。5万石。
1. 丹羽長重

### 内藤家
譜代。5万石。
1. 内藤信照
2. 内藤信良
3. 内藤弌信

### 太田家
譜代。5万石。
1. 太田資晴

### 松平（越智）家
親藩。6万5,000石。
1. 松平武元

### 小笠原家
譜代。6万5,000石。
1. 小笠原長恭
2. 小笠原長堯
3. 小笠原長昌

### 井上家
譜代。6万石。
1. 井上正甫
2. 井上正春

### 松平（松井）家
譜代。6万石。
1. 松平康爵
2. 松平康圭
3. 松平康泰
4. 松平康英

### 阿部家
譜代。10万石。
1. 阿部正靜
2. 阿部正功